# Corey Olsen
 
Corey Olsen (Nou Hampshire, 16 d'agost de 1974), també conegut com el "Professor Tolkien", és un professor i podcaster nord-americà, més conegut pel seu treball als nous mitjans de promoció de les obres de JRR Tolkien i la literatura medieval. Anteriorment, professor al Washington College, Olsen va començar a dedicar el seu temps a la Universitat de Signum, un centre d'aprenentatge en línia que va fundar el 2011. És autor del llibre de 2012 Exploring JRR Tolkien's The Hobbit.
L'estudiós de Tolkien Jason Fisher va anomenar Olsen "un gran divulgador de Tolkien, tant dins com fora de l'aula", mentre que The Washington Post el va descriure com "un dels medievalistes més populars d'Amèrica".

## Vida primerenca i educació
Corey Olsen va néixer el 16 d'agost de 1974 a Nou Hampshire, fill d'un treballador de la construcció. Olsen s'aficionà aviat per la lectura de llibres però no recorda quan va llegir per primera vegada El Hòbbit (1937), encara que The Washington Post publicà que fou cap als vuit anys d'edat. Olsen va obtenir la seva llicenciatura en anglès i astrofísica al Williams College el 1996. Va estudiar a la Universitat de Colúmbia, on va cursar tots els cursos medievals que va poder, obtenint el seu màster en arts el 1997, el seu màster en filosofia el 2000 i el doctorat en literatura medieval el 2003.

## Carrera acadèmica
Després de graduar-se, Olsen va començar a ensenyar a la Temple University, Columbia University i Nyack College. Després es va convertir en professor ajudant d'anglès al Washington College, amb una especialitat en JRR Tolkien, literatura artúrica, Geoffrey Chaucer i Thomas Malory. L'any 2007 va guanyar el premi a la docència de la universitat i, del 2008 al 2009, va publicar un article i una ressenya a la revista Tolkien Studies. Olsen va publicar el llibre Exploring JRR Tolkien's The Hobbit el setembre de 2012. El llibre el va escriure amb la sensació que El Hòbbit sovint va ser eclipsat per El Senyor dels Anells (1954–1955), o rebutjat com una "preqüela senzilla i infantil".

### Lloc web i podcasting
A la primavera de 2007, Olsen va iniciar el lloc web The Tolkien Professor i va penjar la conferència introductòria de 28 minuts "Com llegir Tolkien i per què". Va sentir que el lloc no limitaria els seus pensaments a l'acadèmia, i va explicar, "que la majoria de la gent mai llegirà" els llibres, i per això era bona idea explicar-los d'altres maneres. El lloc va començar a generar trànsit l'estiu de 2009, quan va començar el pòdcast The Tolkien Professor i va publicar la conferència com a episodi. El pòdcast va obtenir més d'un quart de milió de descàrregues en el seu primer any, i havia arribat al milió a principis de 2011. Aleshores, contenia 78 episodis que parlaven de temes de la Terra Mitjana que anaven des de dracs i orcs fins a menjar. Una vegada que "la gent que estava escoltant volia parlar", va començar un tauler de discussió al lloc web i va convidar la seva base de fans a les sessions de trucada "Tolkien Chat" a través de Skype. A més, Olsen ha publicat diversos dels seus cursos del Washington College; com un titulat "Faerie and Fantasy" que cobreix obres en anglès mitjà com Sir Orfeo, Sir Launfal i The Wedding of Sir Gawain and Dame Ragnelle. El Washington Post va comparar Olsen amb intel·lectuals públics com Noam Chomsky, Umberto Eco i Stephen Jay Gould, però més còmode en els nous mitjans. Al costat de Maggie Parke, Olsen també va realitzar la sèrie setmanal de YouTube Rings & Realms, on va desgranar cada episodi de l'adaptació televisiva The Rings of Power (2022).

### Educació en línia
El 2011, Olsen va fundar el Mythgard Institute, un centre per a l'avenç de la investigació sobre Tolkien, així com la Signum University, una organització sense ànim de lucre que ofereix cursos en línia sobre ciència-ficció i literatura fantàstica. Va començar la universitat pel potencial que havia vist als seminaris en línia i la seva insatisfacció amb les altes taxes de matriculació. Olsen afirma que s'ha fet possible la pràctica totalitat de l'ensenyament tradicional a l'aula a través d'Internet, i que troba "molt satisfactòria" la interacció en línia amb els estudiants. El 2013, va deixar la seva feina al Washington College per centrar-se en Mythgard i Signum a temps complet. A la universitat, Olsen ha dirigit classes i ha realitzat programes setmanals de dissecció dels llibres de Tolkien. En el seu ensenyament, afirma que el seu enfocament de lideratge es basa en la confiança d'⁣Aragorn, la bona naturalesa de Gandalf i la humilitat i la defiança de Sam. El 2018, Olsen va anunciar que la Universitat de Signum s'havia d'inscriure formalment per a la certificació estatal a través del Departament d'Educació de New Hampshire. Després d'uns dies de micromecenatge, va recaptar els més de 23.000 dòlars necessaris i, més tard, el 2018, va començar el procés. El 2019, el Departament d'Educació de New Hampshire va acceptar la sol·licitud de la Universitat de Signum per fer negocis a l'estat.

## Recepció

### Llibres
L'estudiós de Tolkien Jason Fisher, en revisar el llibre Exploring J.R.R. Tolkien's The Hobbit per als Tolkien Studies, va qualificar Olsen de "gran divulgador de Tolkien, tant dins com fora de l'aula, pel qual mereix l'agraïment i les felicitacions de la comunitat de Tolkien". Fisher va descriure el llibre com a informal i accessible, sense ser aparatosament acadèmic i gairebé implacablement exhaustiu. El va trobar "ocasionalment perspicaç", encara que sense proporcionar la "nova lectura original" promesa a la portada. A ell, li semblava ser "un bressol" per als estudiants de grau o de secundària que estudien El Hòbbit, oferint una "guia d'estudi feta" per a l'estudiant i un pla de lliçons preparat per al professor.
Ethan Gilsdorf, escrivint a The Boston Globe, descriu Exploring JRR Tolkien's The Hobbit com aportant "una consciència més ampliada" a una lectura de la novel·la de Tolkien, amb "una discussió erudita de les idees principals" en el que ell anomena "aquest llibre infantil enganyosament senzill". Assenyala que Olsen tracta temes com "la personalitat dividida de Bilbo: reservat versus aventurer", un atribut que, segons la seva opinió, "impulsa gran part de la seva acció". Gilsdorf resumeix el llibre d'Olsen com "imprescindible". Steve Larson, a Deseret News, descriu el llibre com un volum acompanyant, que ofereix una visió dels personatges i de l'escriptura. Kirkus Reviews afirma que Olsen fa un relat capítol per capítol dels elements de la novel·la, inclosa la forma en què el personatge de Bilbo es desenvolupa a través de les seves aventures. Jennie Ramstad, a The Georgia Straight, troba que donada la quantitat de detalls de l'anàlisi, el llibre funciona millor com a acompanyant, "llegit al costat del mateix llibre d'El Hobbit". USA Today assenyalà en el comentari d'Olsen que El Hòbbit "es pot llegir en l'àmbit adult" a causa de la seva discussió sobre el mal i la qüestió del destí versus el lliure albir, i la seva exhortació de "No us salteu les cançons! Us explicaran molt sobre els personatges".

### Podcasts
A The Washington Post, Daniel de Vise assenyala que el milió de descàrregues dels pòdcasts d'Olsen van convertir 'The Tolkien Professor' en "un dels medievalistes més populars d'Amèrica". Va anomenar l'ús per part d'Olsen d'"un [lloc web] de marca intel·ligent i una legió d'oients d'iTunes" una ruta inusual cap a l'èxit, però sens dubte a diferència de la pista tradicional "publicar o morir" per als estudiosos que cerquen titularitat, segons la seva opinió, Olsen era "una nova generació d'intel·lectuals públics" que va créixer al voltant dels ordinadors i "va prendre una mena de residència espiritual permanent dins de la Terra Mitjana imaginada per Tolkien". Citant un seguidor dels pòdcasts d'Olsen, Dave Kale, va dir "És un professor fantàstic. Està compromès. T'atrau", i afegí que costa més de 44.000 dòlars anuals estudiar al Washington College, però Olsen efectivament està donant part que l'educació per res amb les seves conferències en línia, que no són revisades per parells. Malgrat això, la universitat va donar la titularitat a Olsen el 2010, cosa que De Vise va qualificar d'"inusual per a un estudiós que no ha publicat cap llibre".

## Publicacions
- Olsen, Corey Tolkien Studies, 5, 2008, pàg. 39–53. DOI: 10.1353/tks.0.0013.
- Olsen, Corey Tolkien Studies, 6, 2009, pàg. 277–283. DOI: 10.1353/tks.0.0052.
- Olsen, Corey. Exploring J.R.R. Tolkien's The Hobbit.  Houghton Mifflin Harcourt, 2012. ISBN 978-0-547-73946-5. OCLC 772100935.
- Olsen, Corey. «Adulterated love: the tragedy of Malory's Lancelot and Guinevere». A: Jesmok. Malory and Christianity: essays on Sir Thomas Malory's Morte d'Arthur. 51.  Medieval Institute Publications, Western Michigan University, 2013, p. 214 (Studies in Medieval Culture). ISBN 978-1580441759.